# Agrotis nebulosa
Agrotis nebulosa är en fjärilsart som beskrevs av Stephens 1829. Agrotis nebulosa ingår i släktet Agrotis och familjen nattflyn. Inga underarter finns listade i Catalogue of Life.